# Hội chứng hô hấp Trung Đông
|                                | MERS-CoV            | SARS-CoV              | SARS-CoV-2         |
| ------------------------------ | ------------------- | --------------------- | ------------------ |
| Bệnh                           | MERS                | SARS                  | COVID-19           |
| Dịch                           | 2012, 2015, 2018    | 2002–2004             | Đại dịch 2019–nay  |
| Dịch tễ học                    |                     |                       |                    |
| Ngày phát hiện ca đầu tiên     | Tháng 6 2012        | Tháng 11 2002         | Tháng 12 2019      |
| Địa điểm phát hiện ca đầu tiên | Jeddah, Ả Rập Xê Út | Thuận Đức, Trung Quốc | Vũ Hán, Trung Quốc |
| Độ tuổi trung bình             | 56                  | 44                    | 56                 |
| Tỷ lệ giới tính (nam:nữ)       | 3,3:1               | 0,8:1                 | 1.6:1              |
| Số ca xác nhận                 | 2494                | 8096                  | 676.609.955        |
| Số ca tử vong                  | 858                 | 774                   | 6.881.955          |
| Tỷ lệ tử vong                  | 37%                 | 9,2%                  | 1,0%               |
| Triệu chứng                    |                     |                       |                    |
| Sốt                            | 98%                 | 99–100%               | 87,9%              |
| Ho khan                        | 47%                 | 29–75%                | 67,7%              |
| Khó thở                        | 72%                 | 40–42%                | 18,6%              |
| Tiêu chảy                      | 26%                 | 20–25%                | 3,7%               |
| Đau họng                       | 21%                 | 13–25%                | 13,9%              |
| Buộc thở máy                   | 24,5%               | 14–20%                | 4,1%               |
| Ghi chú 1. 2.                  |                     |                       |                    |

Hội chứng Hô hấp cấp Trung Đông (tiếng Anh: Middle East Respiratory Syndrome, viết tắt là MERS) là một căn bệnh về hô hấp gây ra bởi một chủng coronavirus được gọi là "Coronavirus gây hội chứng hô hấp cấp Trung Đông" (MERS-CoV). MERS-CoV là một chủng virus corona mới xuất hiện ở Trung Đông gây nhiễm trùng đường hô hấp. Ca nhiễm MERS đầu tiên là một bệnh nhân thiệt mạng ở Jeddah, Ả Rập Xê Út năm 2012. Kể từ đó đến ngày 31 tháng 5 năm 2015, Tổ chức Y tế thế giới xác định đã có 1.149 người nhiễm MERS với tỷ lệ tử vong là 40%. Phần lớn các vụ nhiễm MERS xảy ra ở Ả Rập Xê Út, tuy nhiên một số bệnh nhân ở các vùng khác trên thế giới cũng nhiễm vi rút sau khi tiếp xúc với người đã mắc bệnh.
Các nhà nghiên cứu tìm thấy kháng thể chống MERS trong một số loài dơi, cũng như trong mẫu máu của lạc đà ở châu Phi và Ả Rập từ năm 1992 và 1993. Do đó, người ta cho rằng vi rút MERS đã tồn tại trong lạc đà từ nhiều năm trước khi lây lan sang con người vào năm 2012.
Một chủng của MERS-CoV được gọi là HCoV-EMC/2012 được tìm thấy trong những bệnh nhân đầu tiên ở London, Anh vào năm 2012 được người ta nhận thấy phù hợp 100% với loài dơi mộ Ai Cập.
Tính đến ngày 8/6/2015, thế giới đã ghi nhận 1.218 trường hợp mắc bệnh MERS với 450 ca tử vong, tại 26 nước. Tính riêng Hàn Quốc đã ghi nhận 87 ca nhiễm và có 6 ca tử vong; thực hiện cách ly gần 1.500 người.

## Dấu hiệu và triệu chứng
Các báo cáo ban đầu so sánh virus này với hội chứng hô hấp cấp (SARS), và nó đã được gọi là virus giống như SARS của Saudi Arabia. Bệnh nhân đầu tiên, vào tháng 6 năm 2012, đã trải qua "bảy ngày sốt, ho, khạc ra đờm, và khó thở". Một đánh giá 47 ca được xác nhận ở phòng thí nghiệm ở Saudi Arabia đã trình bày các triệu chứng phổ biến nhất là sốt trên 98% ca, ho ở 83% ca, khó thở trong 72% ca và đau cơ trong 32% bệnh nhân. Cũng có những triệu chứng tiêu hóa thường xuyên với tiêu chảy ở 26%, nôn mửa ở 21% ca, đau bụng ở 17% bệnh nhân. 72% bệnh nhân cần thở máy. Tỷ lệ bệnh nhân nam so với bệnh nhân nữ là 3,3/1.
Một nghiên cứu bùng phát bệnh MERS ở bệnh viện cho thấy MERS có thời gian ủ bệnh khoảng 5.5 ngày (95% confidence interval 1.9 đến 14.7 ngày). MERS có thể biểu hiện không có triệu chứng đến viêm phổi nghiêm trọng dẫn đến hội chứng viêm hô hấp cấp (ARDS). Suy thận, đông máu rải rác trong lòng mạch (DIC) và viêm màng ngoài tim cũng được ghi nhận.

## Truyền bệnh

### Lạc đà
Một nghiên cứu được thực hiện từ năm 2010 đến năm 2013, trong đó tỷ lệ mắc MERS được đánh giá trong 310 con lạc đà một bướu, tiết lộ nồng độ cao của các kháng thể trung hòa đối với MERS-CoV trong huyết thanh của những con vật này. Một nghiên cứu tiếp tục trình tự MERS-CoV từ gạc mũi của con lạc đà một bướu ở Saudi Arabia và thấy chúng trình tự giống với con người lập trình tự trước đó cô lập. Một số cá thể lạc đà cũng đã được tìm thấy có nhiều hơn một biến thể di truyền trong vòm mũi họng của chúng.